# جان کالینز (بازیکن فوتبال، زاده ۱۹۴۵)
جان کالینز (انگلیسی: John Collins؛ زادهٔ ۳۰ ژانویهٔ ۱۹۴۵) بازیکن فوتبال اهل بریتانیا است.
از باشگاه‌هایی که در آن بازی کرده‌است می‌توان به باشگاه فوتبال مکلسفیلد تاون و باشگاه فوتبال استوک‌پورت کانتی اشاره کرد.